# Sacramento County
Sacramento County is een van de 58 county's in de Amerikaanse deelstaat Californië. Haar hoofdplaats is Sacramento, tevens de hoofdstad van de staat. In 2010 woonden er 1.418.788 mensen in Sacramento County. De county ligt in het midden van de Central Valley tussen de Sacramento-San Joaquindelta in het westen en Gold Country in het oosten.

## Geografie
De county heeft een totale oppervlakte van 2578 km² (995 mijl²) waarvan 2501 km² (966 mijl²) land is en 77 km² (30 mijl²) of 3,00% water is.

### Aangrenzende county's
- San Joaquin County - zuiden
- Contra Costa County - zuidwest
- Solano County - westen
- Yolo County - westen
- Sutter County - noordwest
- Placer County - noorden
- El Dorado County - oosten
- Amador County - oosten

### Steden en dorpen
| - Antelope - Arden-Arcade - Carmichael - Citrus Heights - Elk Grove - Fair Oaks - Florin - Folsom - Foothill Farms - Galt - Gold River - La Riviera - Laguna | - Laguna West-Lakeside - Isleton - North Highlands - Orangevale - Parkway-South Sacramento - Rancho Cordova - Rancho Murieta - Rio Linda - Rosemont - Sacramento - Vineyard - Walnut Grove - Wilton |

## Demografie
Volgens de volkstelling van 2010 door het United States Census Bureau had Sacramento County een bevolking van 1.418.788 mensen. De etnische samenstelling was als volgt: 57,7% blank, 15,5% Afro-Amerikaans, 14,3% Aziatisch, 1,0% inheems en 1,0% afkomstig van de eilanden in de Stille Oceaan. Daarnaast was 9,3% van een ander ras en 6,6% van twee of meer rassen. Van de totale bevolking identificeerde 21,6% zichzelf als Hispanic of Latino.
In 2000 bedroeg de populatie 1.223.499, wat betekent dat die op 10 jaar tijd met 16% gegroeid is.